# Campionatul Mondial de Handbal Feminin pentru Tineret din 2020
Campionatul Mondial de Handbal Feminin pentru Tineret din 2020 ar fi trebuit să constituie cea de-a XXII-a ediție a Campionatului Mondial de Handbal Feminin pentru Tineret și era programat inițial a se desfășura între 1 și 13 iulie 2020, în orașele Brașov și București din România. România a primit statutul de țară gazdă pe 11 noiembrie 2017.
Pe 24 aprilie 2020, Federația Internațională de Handbal a anunțat că turneul a fost amânat pentru 2–13 decembrie 2020, din cauza pandemiei de coronaviroză. Pe 1 octombrie 2020, Federația Internațională de Handbal a anunțat o nouă amânare a campionatului mondial, pentru anul 2021, data exactă urmând a fi stabilită ulterior.
Pe 19 februarie 2021, în cadrul întrunirii virtuale a Comitetului Executiv al Federației Internaționale de Handbal, s-a decis ca ediția din 2020 a Campionatului Mondial de Handbal Feminin pentru Tineret (U20) să fie anulată.

## Procesul de selecție
România a fost singura țară care și-a depus candidatura pentru găzduirea competiției. În timpul celui de-al XXXVI-lea congres ordinar al Federației Internaționale de Handbal (IHF), desfășurat în Antalya, Turcia, între 10–13 noiembrie 2017, președintele Comisiei de Organizare și Competiții a IHF a solicitat României să-și prezinte oferta. Reprezentantul României a informat congresul IHF despre cele terenurile de joc și de antrenament din cele două orașe gazdă, precum și despre spațiile de cazare rezervate sportivilor și delegațiilor. Președintele Hassan Moustafa  a solicitat delegaților la congres voteze pentru candidatura României, iar aceasta a fost aprobată în unanimitate.
România a propus ca gazde ale competiției următoarele orașe și săli:
| Oraș gazdă | Sală                                        | Capacitate |
| ---------- | ------------------------------------------- | ---------- |
| București  | Sala Polivalentă                            | 5.300      |
| Brașov     | Sala Sporturilor „Dumitru Popescu Colibași” | 1.570      |

## Sălile
| București                                                          | Brașov                                                                    |
| Sala Polivalentă (Calea Piscului nr. 10, sector 4) 5.300 de locuri | Sala „Dumitru Popescu Colibași” (Bulevardul Gării nr. 21) 1.570 de locuri |
|                                                                    |                                                                           |

## Turnee de calificare
| Competiția                                       | Locul    | Data                 | Locurile disponibile | Calificate                                                                                              |
| ------------------------------------------------ | -------- | -------------------- | -------------------- | --- |
| Țara gazdă                                       | Antalya  | 11 noiembrie 2017    | 1                    | România                                                                                                 |
| CE U19 din 2019                                  | Győr     | 11–21 iulie 2019     | 10                   | Ungaria · Țările de Jos · Norvegia · Rusia · Danemarca · Franța · Spania · Germania · Croația · Austria |
| C Asiatic U19 din 2019                           | Beirut   | 20–29 iulie 2019     | 4                    | China · Coreea de Sud · Japonia · Liban                                                                 |
| Trofeul Challenge al Oceaniei din 2019           | Païta    | 11–16 august 2019    | 1                    | Australia                                                                                               |
| C African U19 din 2019                           | Niamey   | 5–14 septembrie 2019 | 3                    | Tunisia · Angola · Guineea                                                                              |
| C Nord-American și Caraibian U20 din 2020        | Montréal | 15–20 octombrie 2019 | 1                    | Mexic                                                                                                   |
| Trofeul IHF pentru Tineret U19/U20 din 2019/2020 | Cali     | 13–17 Octombrie 2020 | 1                    | |
| C Central și Sud-American U20 din 2020           | Santiago | 14–18 aprilie 2020   | 3                    | Argentina · Brazilia · Chile                                                                            |

^1 Turneul a fost câștigat de Noua Caledonie, care nu avea drept de calificare la Campionatul Mondial. Calificarea i-a fost acordată Australiei, clasată pe locul al doilea.

## Echipe calificate
| Țara          | Calificate ca și                                   | Data obținerii calificării | Apariții anterioare în competiție1                                                                                          |
| ------------- | -------------------------------------------------- | -------------------------- | --- |
| România       | Țară gazdă                                         | 11 noiembrie 2017          | 14 (1977, 1985, 1991, 1993, 1995, 1997, 1999, 2001, 2003, 2008, 2012, 2014, 2016, 2018)                                     |
| Ungaria       | Câștigătoare a CE din 2019                         | 14 iulie 2019              | 13 (1977, 1979, 1997, 1999, 2001, 2003, 2005, 2008, 2010, 2012, 2014, 2016, 2018)                                           |
| Țările de Jos | Locul 2 la CE din 2019                             | 14 iulie 2019              | 13 (1977, 1979, 1981, 1983, 1985, 1995, 1999, 2001, 2010, 2012, 2014, 2016, 2018)                                           |
| Norvegia      | Locul 3 la CE din 2019                             | 14 iulie 2019              | 16 (1977, 1979, 1983, 1985, 1987, 1995, 1997, 1999, 2001, 2003, 2005, 2010, 2012, 2014, 2016, 2018)                         |
| Rusia         | Locul 4 la CE din 2019                             | 14 iulie 2019              | 20 (1977, 1979, 1981, 1983, 1985, 1987, 1989, 1991, 1993, 1995, 1997, 1999, 2001, 2003, 2005, 2010, 2012, 2014, 2016)       |
| Danemarca     | Locul 6 la CE din 2019                             | 14 iulie 2019              | 20 (1977, 1979, 1981, 1983, 1985, 1987, 1989, 1991, 1993, 1995, 1997, 1999, 2001, 2003, 2005, 2008, 2012, 2014, 2016, 2018) |
| Spania        | Locul 7 la CE din 2019                             | 14 iulie 2019              | 11 (1985, 1987, 1989, 1999, 2001, 2005, 2008, 2010, 2012, 2016, 2018)                                                       |
| Franța        | Locul 8 la CE din 2019                             | 14 iulie 2019              | 16 (1977, 1979, 1981, 1983, 1985, 1987, 1991, 1995, 1997, 2005, 2008, 2010, 2012, 2014, 2016, 2018)                         |
| Germania      | Locul 9 la CE din 2019                             | 17 iulie 2019              | 17 (1977, 1979, 1981, 1983, 1985, 1987, 1989, 1991, 1993, 1995, 2001, 2003, 2008, 2010, 2014, 2016, 2018)                   |
| Croația       | Locul 10 la CE din 2019                            | 17 iulie 2019              | 10 (1995, 2001, 2003, 2005, 2008, 2010, 2012, 2014, 2016, 2018)                                                             |
| Coreea de Sud | Locurile 1–4 la CA din 2019                        | 25 iulie 2019              | 19 (1981, 1983, 1985, 1987, 1989, 1991, 1993, 1995, 1997, 1999, 2001, 2003, 2005, 2008, 2010, 2012, 2014, 2016, 2018)       |
| China         | Locurile 1–4 la CA din 2019                        | 25 iulie 2019              | 18 (1981, 1983, 1985, 1987, 1989, 1991, 1993, 1995, 1997, 1999, 2001, 2003, 2005, 2010, 2012, 2014, 2016, 2018)             |
| Liban         | Locurile 1–4 la CA din 2019                        | 25 iulie 2019              | 0 |
| Japonia       | Locurile 1–4 la CA din 2019                        | 25 iulie 2019              | 19 (1979, 1983, 1985, 1987, 1989, 1991, 1993, 1995, 1997, 1999, 2001, 2003, 2005, 2008, 2010, 2012, 2014, 2016, 2018)       |
| Tunisia       | Locurile 1–3 la C African U19 din 2019             | 14 septembrie 2019         | 5 (2001, 2005, 2010, 2014, 2016)                                                                                            |
| Angola        | Locurile 1–3 la C African U19 din 2019             | 14 septembrie 2019         | 10 (1995, 1997, 1999, 2001, 2005, 2008, 2010, 2014, 2016, 2018)                                                             |
| Guineea       | Locurile 1–3 la C African U19 din 2019             | 14 septembrie 2019         | 0 |
| Australia     | Locul 2 la Trofeul Oceaniei din 2019               | 16 august 2019             | 2 (2008, 2010) |
| Mexic         | Locul 1 la C N.–American din 2020                  | 20 octombrie 2019          | 1 (2010) |
| Argentina     | Locurile 1–3 la C Central și Sud-American din 2020 | 16 aprilie 2020            | 7 (1995, 2005, 2008, 2010, 2012, 2014, 2016)                                                                                |
| Brazilia      | Locurile 1–3 la C Central și Sud-American din 2020 | 16 aprilie 2020            | 14 (1991, 1993, 1995, 1997, 1999, 2001, 2003, 2005, 2008, 2010, 2012, 2014, 2016, 2018)                                     |
| Chile         | Locurile 1–3 la C Central și Sud-American din 2020 | 16 aprilie 2020            | 2 (2016, 2018) |

1 Bold indică echipa campioană din acel an.
2 Italic indică echipa gazdă din acel an.